# Cucullococcus vaccinii
Cucullococcus vaccinii är en insektsart som beskrevs av Ferris 1941. Cucullococcus vaccinii ingår i släktet Cucullococcus och familjen ullsköldlöss. Inga underarter finns listade i Catalogue of Life.